# Alojz Majetić
Alojz Majetić (Rijeka, 30. kolovoza 1938.), hrvatski pjesnik, prozaik i dramski pisac

## Životopis
Alojz Majetić, pjesnik, prozaik i dramski pisac, rođen je u Rijeci 30. kolovoza 1938, osnovnu školu i gimnaziju završio u Delnicama, studirao je komparativnu književnost na Filozofskom fakultetu u Zagrebu, radio je kao korektor, novinar, samostalni književnik i urednik. Bio je tajnik Društva hrvatskih književnika, urednik časopisa Paradoks i Republika, uređivao je na radiju emisije SF-priča a u izdavačkoj kući Mladost uređivao je biblioteke Svršetak stoljeća, Prizma i Pjesnikov izbor. Poslije umirovljenja živi i piše u Zagrebu i na otočiću Susku.
U književnost je ušao kao izraziti promotor jezične razigranosti i slobode (proza u trapericama, žargonska poezija). Naglašava svoju trozavičajnost: goransku u kojoj je proveo godine do studija u Zagrebu, urbanu u kojoj se tematikom vezao za jezik i sudbine zagrebačke pobunjene generacije (proza u trapericama) i sadašnju pučinsku (kako sam voli reći) živeći veći dio godine na otočiću Susku i doživljavajući elementarnost okoliša. kao dodir s mikro i makro dimenzijama. 
E-tehnologiju koristi u novim proznim knjigama. U "Moru bačenom u nebo" pod naslovom "Digitalno more" objavljuje dvije proze pisane na internetskom blog-servisu, a roman "Bestjelesna" gotovo je u cijelosti pisan na Internetu. Majetić je tu mogućnost koristio ne samo tehnički nego je nekoliko komentatora uveo u roman kao likove preplićući virtualnu stvarnost s umjetničkom fikcijom. Zajedno s mnogo mlađom spisateljicom Danielom Trputec (1984) preko Interneta napisao je roman "Glasovi ispod površine". Roman je objavljen krajem 2009. godine.
Za mlade je napisao povijesni roman "Omiški gusari" i roman s urbanom tematikom "Glavata priča". 
Za povijesni roman "Omiški gusari" dobio je Nagradu "Grigor Vitez", za kratki roman "Glavata priča" Nagradu "Ivana Brlić Mažuranić", za knjigu pjesma "Tkači jedara" Nagradu grada Zagreba i za knjigu pjesama "Odmicanje pučine" Nagradu "Tin Ujević".

## Knjige
- Dijete s brkovima priča (pjesme), Zagreb, 1956.
- Ponovo će se popeti more (pjesme), Zagreb, 1961.
- Čangi (roman), Novi Sad 1963, Zagreb 1985, 2004.
- Otimam (pjesme), Zagreb, 1963.
- Čangi off Gottoff (roman), Zagreb, 1970, 1980.
- Zapovjedni način (pjesme), Čakovec, 1976.
- Kako uspjeti u životu (pjesme), Zagreb, 1977.
- Omiški gusari (roman za djecu), Zagreb, 1981, 1986, 1991, 1994, 2001.
- Daljinsko upravljanje (pjesme), Rijeka, 1987.
- Narcis – poližanrovski konceptualistički projekt (proza, poezija, eseji), Zagreb, 1987.
- Himna fetusa (pjesničko-grafička mapa; grafike: Tomislav Hrabar), Zagreb, 1987.
- Glavata priča (roman za djecu), Zagreb, 1996.
- Tkači jedara (pjesme), Zagreb, 1997.
- Vrata iza pučine (pjesme), Zagreb, 1998.
- Daljinsko upravljanje (izabrane pjesme), Zagreb, 2002.
- Odmicanje pučine (pjesme), Zagreb, 2003.
- More bačeno u nebo (pripovijetke), Zagreb, 2005.
- Bestjelesna (roman), Zagreb, 2007.
- Glasovi ispod površine (zajedno s D. Trputec, roman), Zagreb, 2009.

## Radijske drame
- Kamo brziš, stari, Zagreb, 1972.
- Škola za frajere, Zagreb, 1973.
- Lopata, Zagreb, 1974.
- Šuplja kuća, Zagreb, 1975.
- S one strane, Zagreb, 1975.
- Bubu, Zagreb, 1976.
- Zajamčeno bezbolno, 1977.
- Kuća u srcu zemljina sna, Zagreb, 1994.
- Sjećanje na zavičaj, Zagreb, 1995.
- Zvona za ptice, Zagreb, 1995.

## Televizijske drame
- Žur u Magdenlandu, TV Zagreb, 1968.
- Manekenka, TV Zagreb, 1969.
- Libertimento za Dadu i orkestar, TV Zagreb, 1970.

## Filmski scenariji
- Gravitacija ili život činovnika Horvata, Jadran-film, Zagreb, 1968.